# Foxear Lake
Foxear Lake är en sjö i Kanada.   Den ligger i Thunder Bay District och provinsen Ontario, i den sydöstra delen av landet, 1 000 km nordväst om huvudstaden Ottawa. Foxear Lake ligger 325 meter över havet. Arean är 9,6 kvadratkilometer. Den ligger vid sjöarna  Bush Lake Ida Lake och Paint Lake. Den sträcker sig 3,3 kilometer i nord-sydlig riktning, och 7,5 kilometer i öst-västlig riktning.
I omgivningarna runt Foxear Lake växer i huvudsak blandskog. Trakten runt Foxear Lake är nära nog obefolkad, med mindre än två invånare per kvadratkilometer.